# Joseph Pernet-Ducher
Joseph Pernet-Ducher (1859–1928) fue un rosalista e hibridador francés. 

## Biografía
Nacido cerca de Lyon, el hijo de Jean Pernet, era un cultivador de rosas de tercera generación. 
En 1879 comenzó su aprendizaje en el negocio de la creación de nuevas rosas con el viverista Ducher de Lyon. 
En 1882, se casó con Marie Ducher, la hija del dueño, y adoptó el nombre de "Pernet-Ducher" para significar las dos entidades en cultivo de las rosas.

## Actividades
Usando Rosa foetida en 1887, él y su padre comenzaron a desarrollar cultivares de rosa amarilla a través de un cruce entre un híbrido rojo de perpetua y persas amarillas. 
Después de la muerte de su padre en 1896, Joseph Pernet-Ducher continuó los experimentos y desarrolló una reputación en todo el mundo en 1900 cuando presentó la rosa 'Soleil d'Or', el primer Híbrido de té amarillo. Esta rosa se reconoce ahora como la primera de las rosas "Pernetiana" (Rosas de Pernet) y un antepasado importante de 'Peace', introducida por Meilland International SA en 1945.
Entre 1907 y 1925, Joseph Pernet-Ducher ganó la medalla de oro trece veces en el "Concours de Bagatelle", el concurso internacional de rosas nuevas que se celebran cada mes de junio en París. 
Algunas de sus otras creaciones de rosas incluyen:
| - 'Madame Caroline Testout' - (Híbrido de té) 1890 - 'Beauté Inconstante' - (Té) 1892 - 'Souvenir du Président Carnot' - (Híbrido de té) 1894 - 'Antoine Rivoire' - (Híbrido de té) 1895 - 'Madame Abel Chatenay' - (Híbrido de té) 1895 - 'Madame Ravary' - (Pernetiana) 1899 - 'Prince de Bulgarie' - (Híbrido de té) 1900 - 'Soleil d'Or' - (Pernetiana) 1900 - 'Étoile de France' - (Híbrido de té) 1904 - 'Lyon Rose' - (Pernetiana) 1907 - 'Mrs. Aaron Ward' - (Híbrido de té) 1907 - 'Château de Clos-Vougeot' - (Híbrido de té) 1908 | - 'Mrs. Arthur Robert Waddell' - (Híbrido de té) 1909 - 'Rayon d'Or' - (Híbrido de té) 1910 - 'Sunburst' - (Pernetiana) 1912 - 'Daily Mail Rose' - (Híbrido de té) 1913 - 'Admiral Ward' - (Híbrido de té) 1915 - 'Souvenir de Claudius Pernet' - (Híbrido de té) 1920 - 'Étoile de Feu' - (Pernetiana) 1921 - 'Souvenir de Georges Pernet' - (Pernetiana) 1921 - 'Souvenir de Madame Boullet' - (Híbrido de té) 1921 - 'Toison d'Or' - (Híbrido de té) 1921 - 'Mrs. Herbert Stevens' - (Híbrido de té trepador) 1922 - 'Angèle Pernet' - (Híbrido de té) 1924 - 'Ville de Paris' - (Pernetiana) 1925 - 'Cuba' - (Pernetiana) 1926 - 'Julien Potin' - (Híbrido de té) 1927 |

Los dos hijos de Joseph Pernet-Ducher murieron en acción el Primera Guerra Mundial. Llamó a las rosas 'Souvenir de Claudius Pernet' y el 'Souvenir de Georges Pernet' en su memoria. Sin heredero para seguir sus pasos, Joseph Pernet-Ducher arregló la herencia para que Jean Gaujard tomara las riendas del negocio.

## Algunos de los logros deJean Pernet

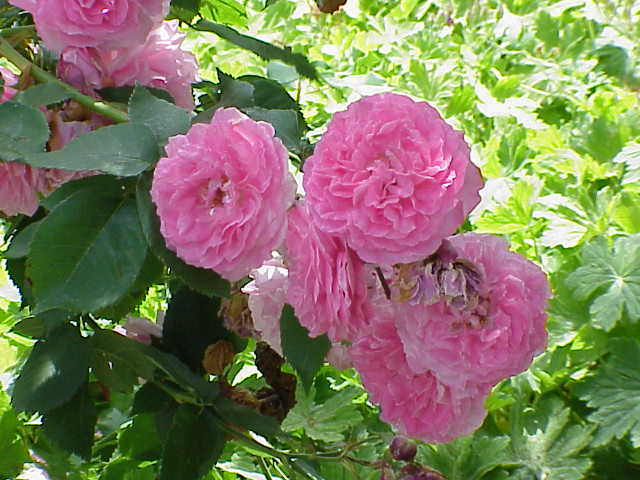
'Prince Napoléon' 1864, Híbrido de té.
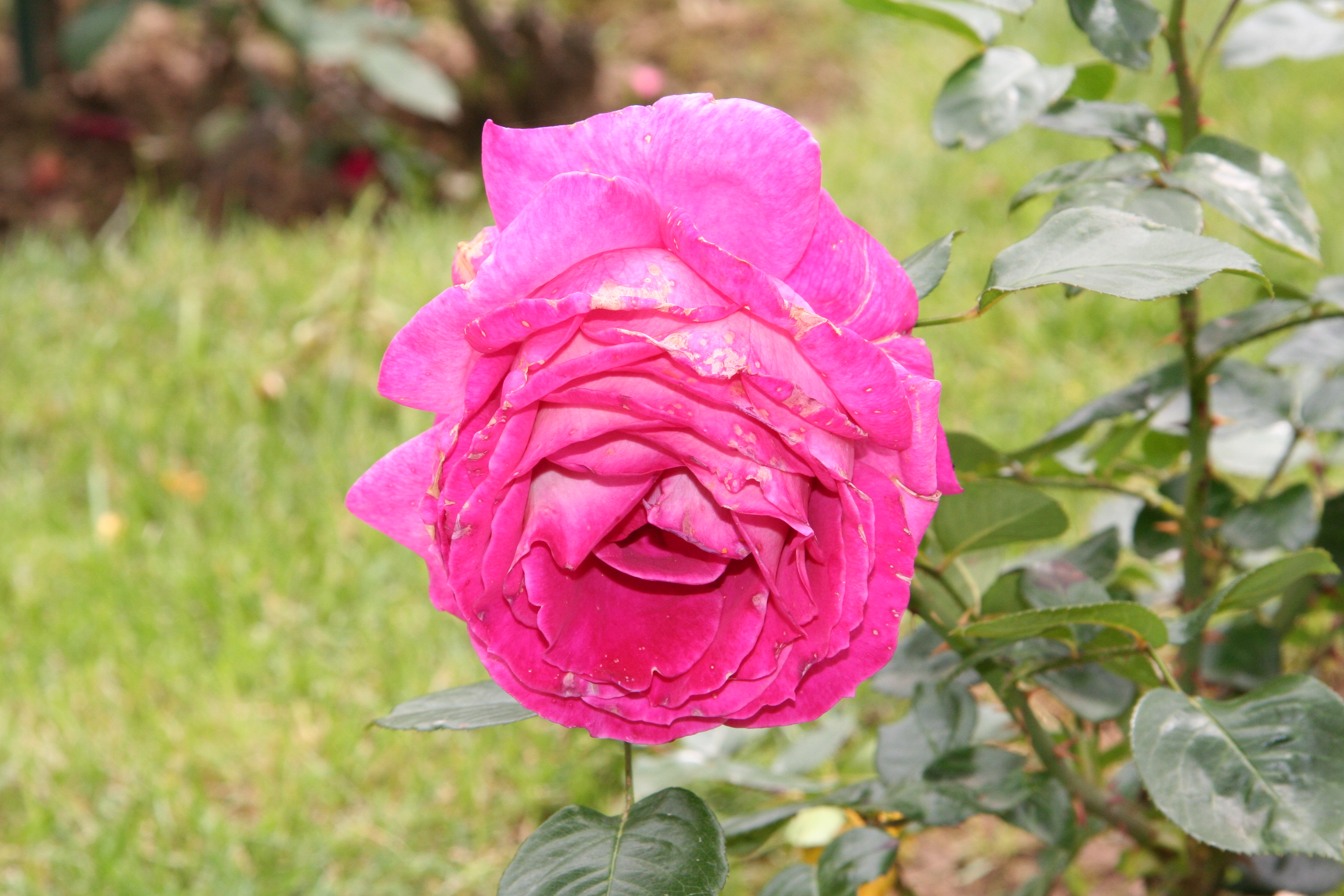
'Baronne de Rothschild' 1868. Roseraie de Bagatelle (París, Francia).

## Obtencionesde Joseph Pernet-Ducher

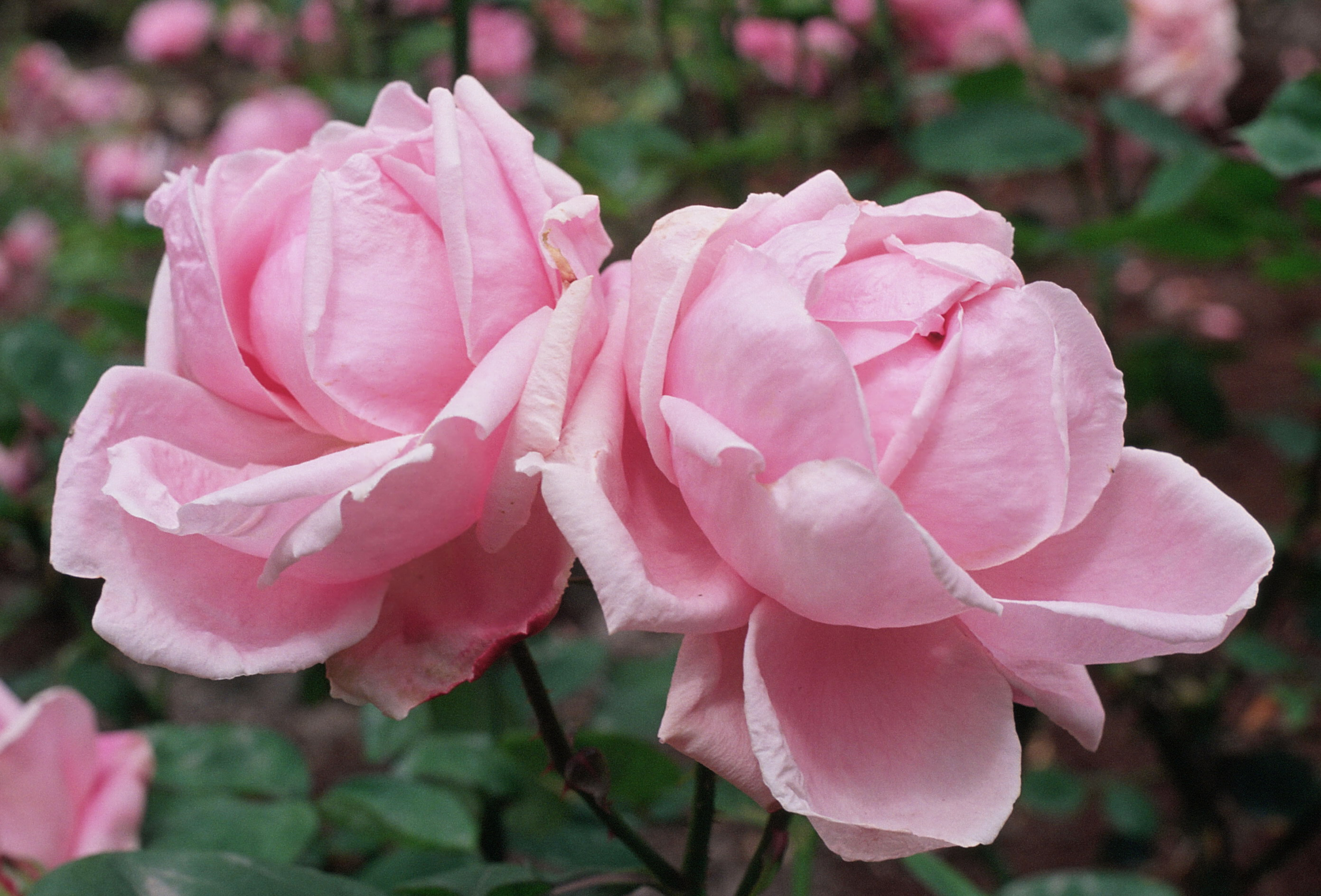
'Mme. Caroline Testout' 1890, Híbrido de té, sect. Chinensis. Real Jardín Botánico de Madrid.
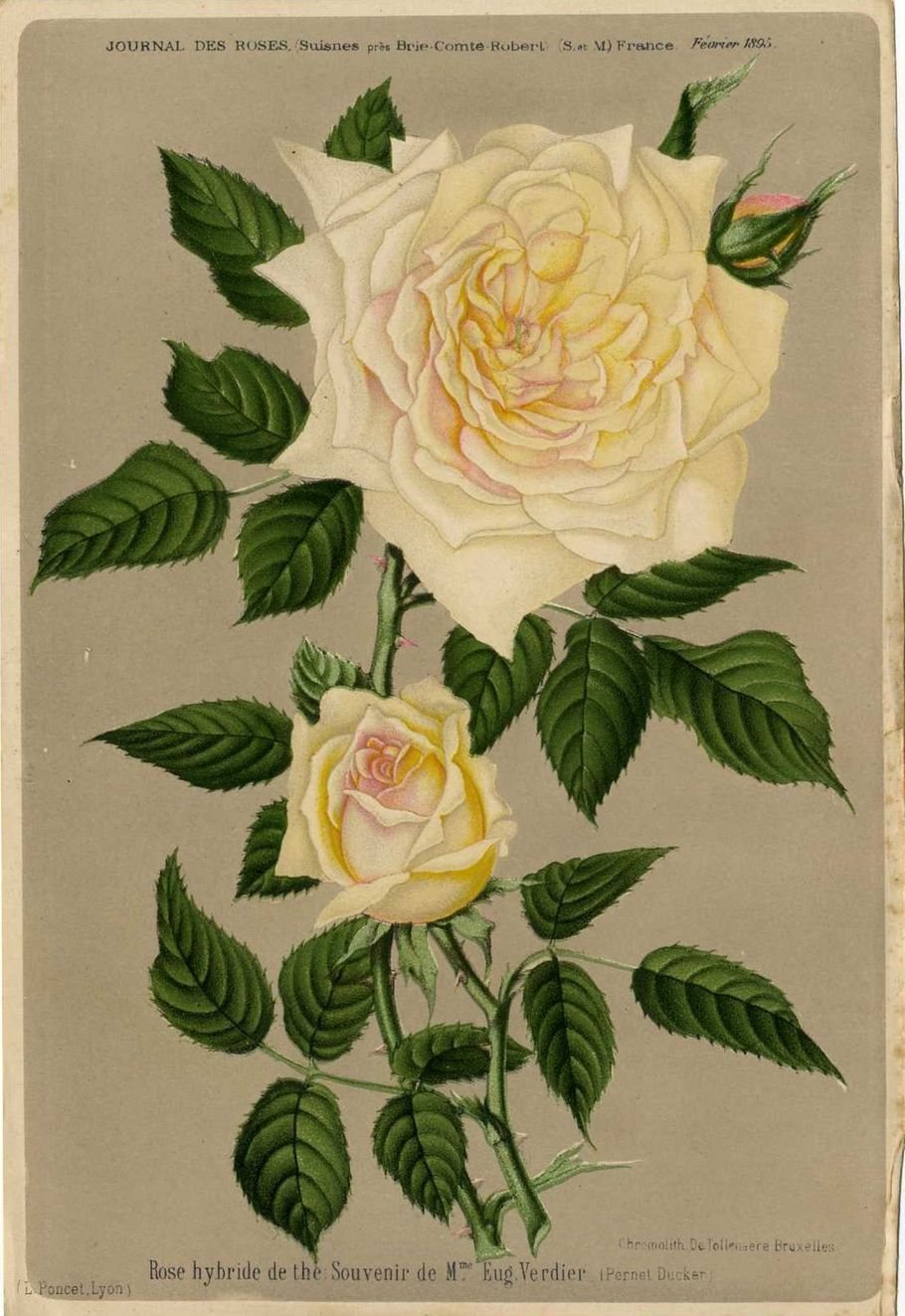
'Souvenir de Madame Eugène Verdier' 1891, Híbrido de té. Journal des roses (febrero 1893).
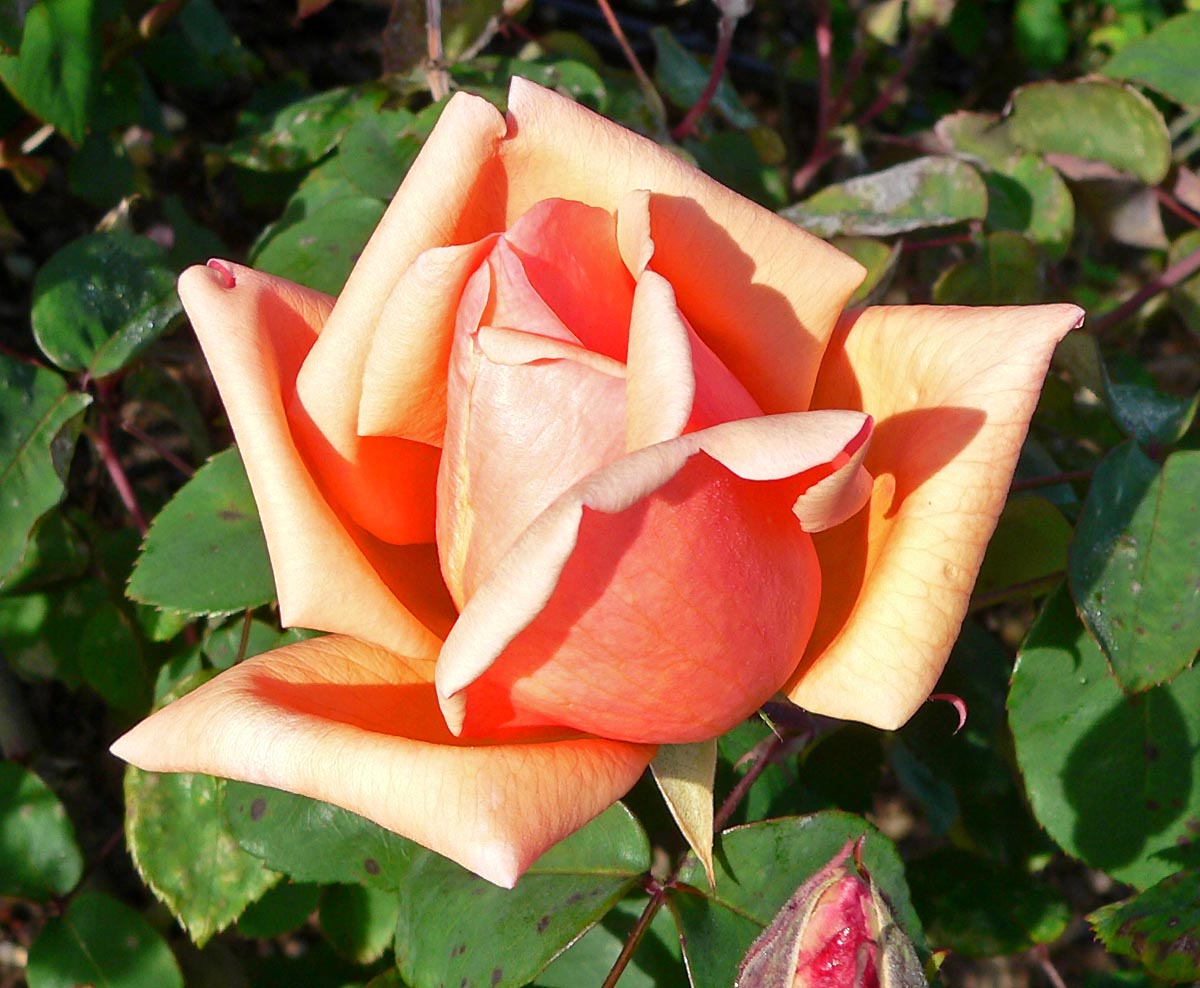
'Mme Abel Chatenay' 1894, San Jose Heritage Rose Garden California.
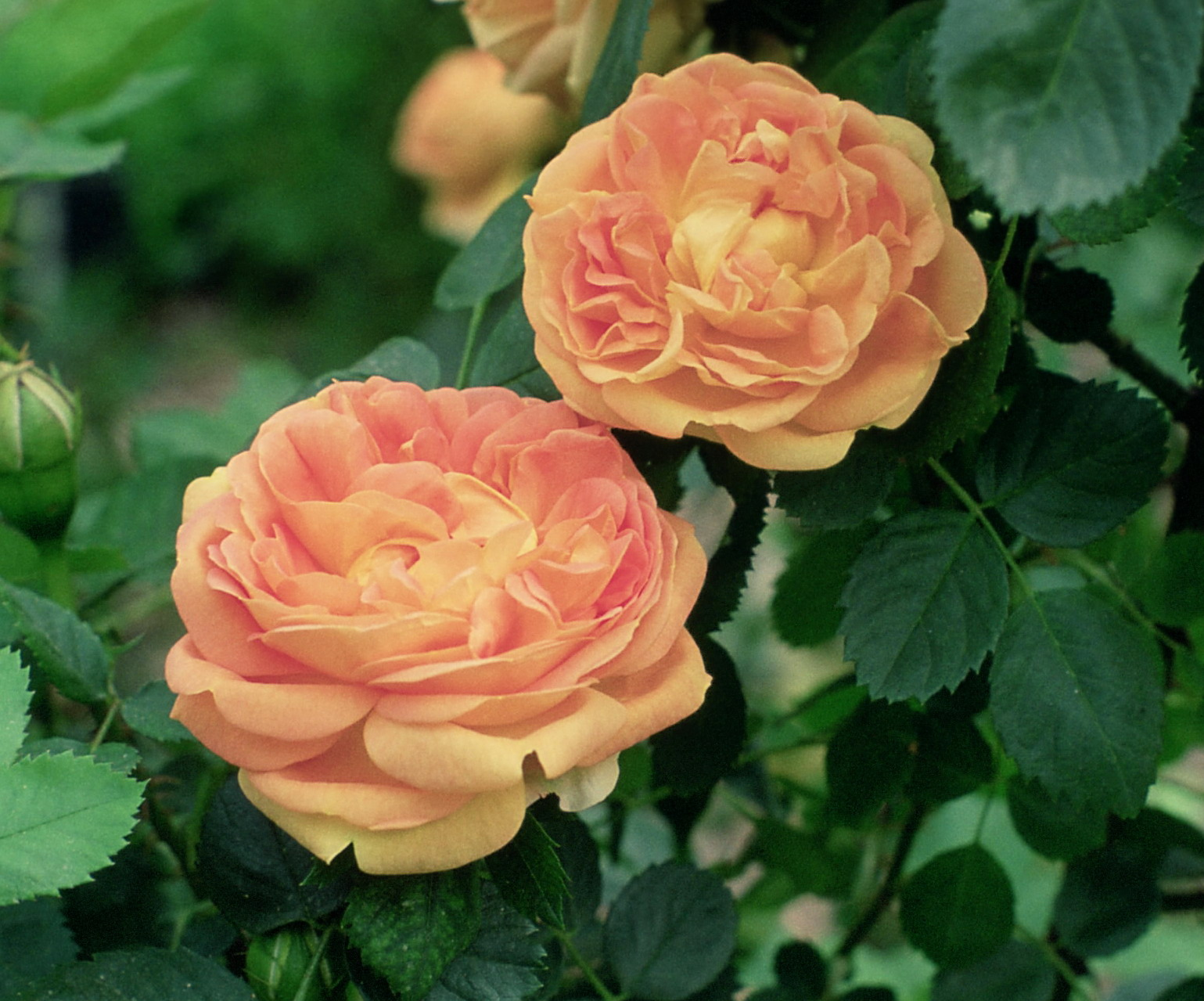
'Soleil d'Or' 1900, Híbrido de té, sect. Chinensis. Real Jardín Botánico de Madrid.
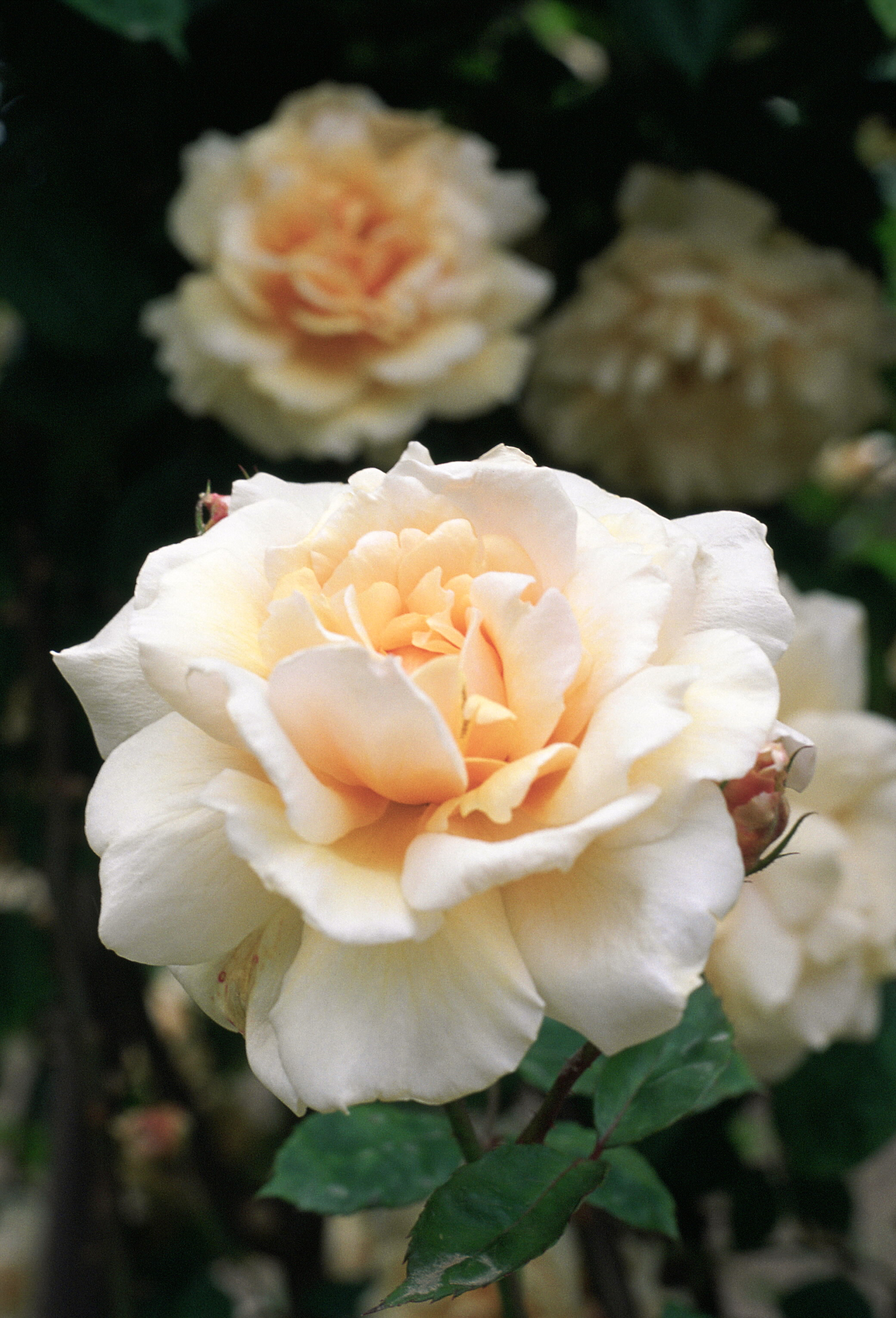
'Mrs. Aaron Ward' 1907, Híbrido de té, sect. Chinensis. Real Jardín Botánico de Madrid.
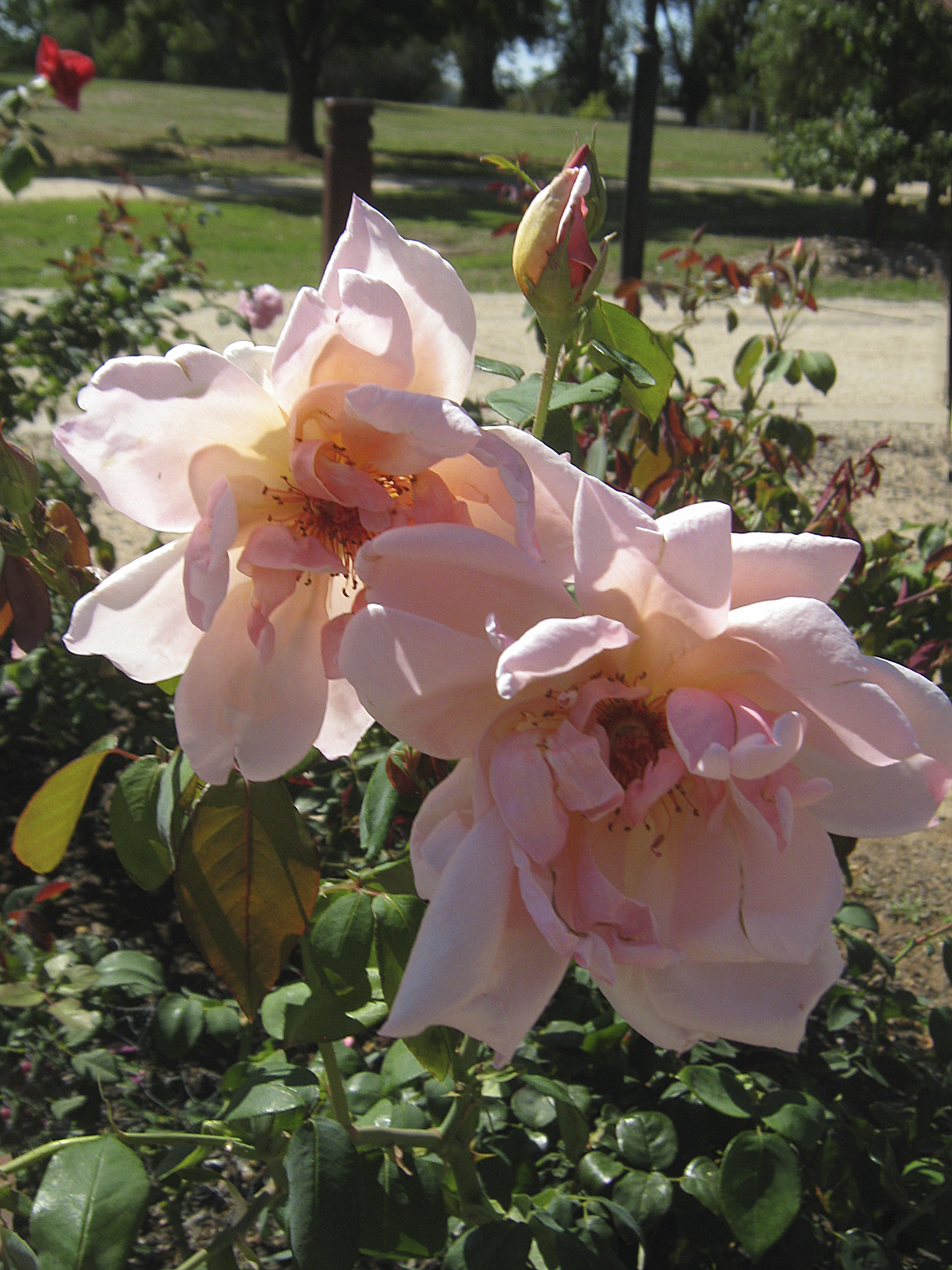
'Mrs A.R. Wadell' 1909, Híbrido de té Pernet-Ducher, Nieuwesteeg Heritage Rose Garden, Maddingley Park, Bacchus Marsh, Victoria
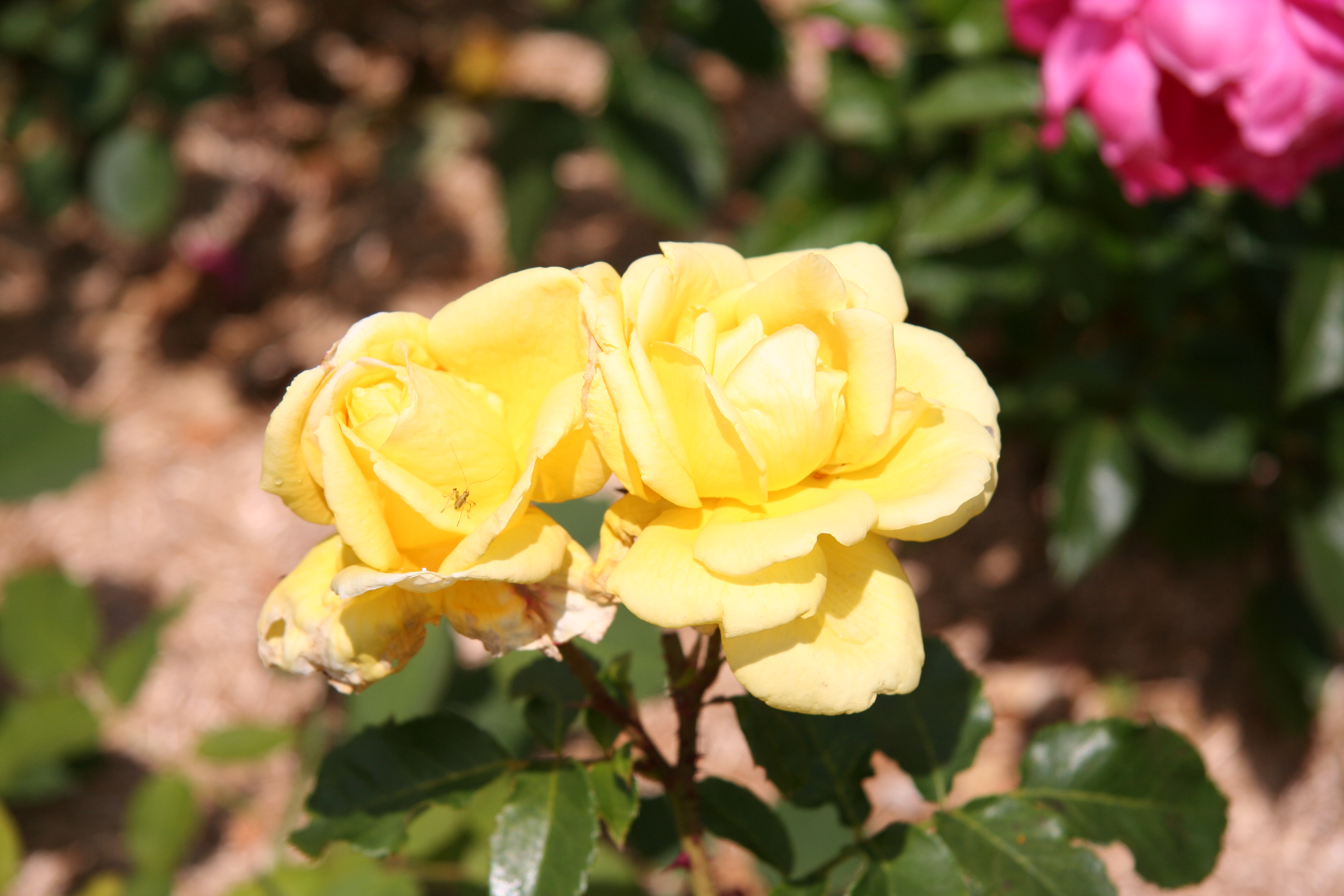
'Souvenir de Claudius Pernet' 1920, Roseraie de Bagatelle (París, Francia)
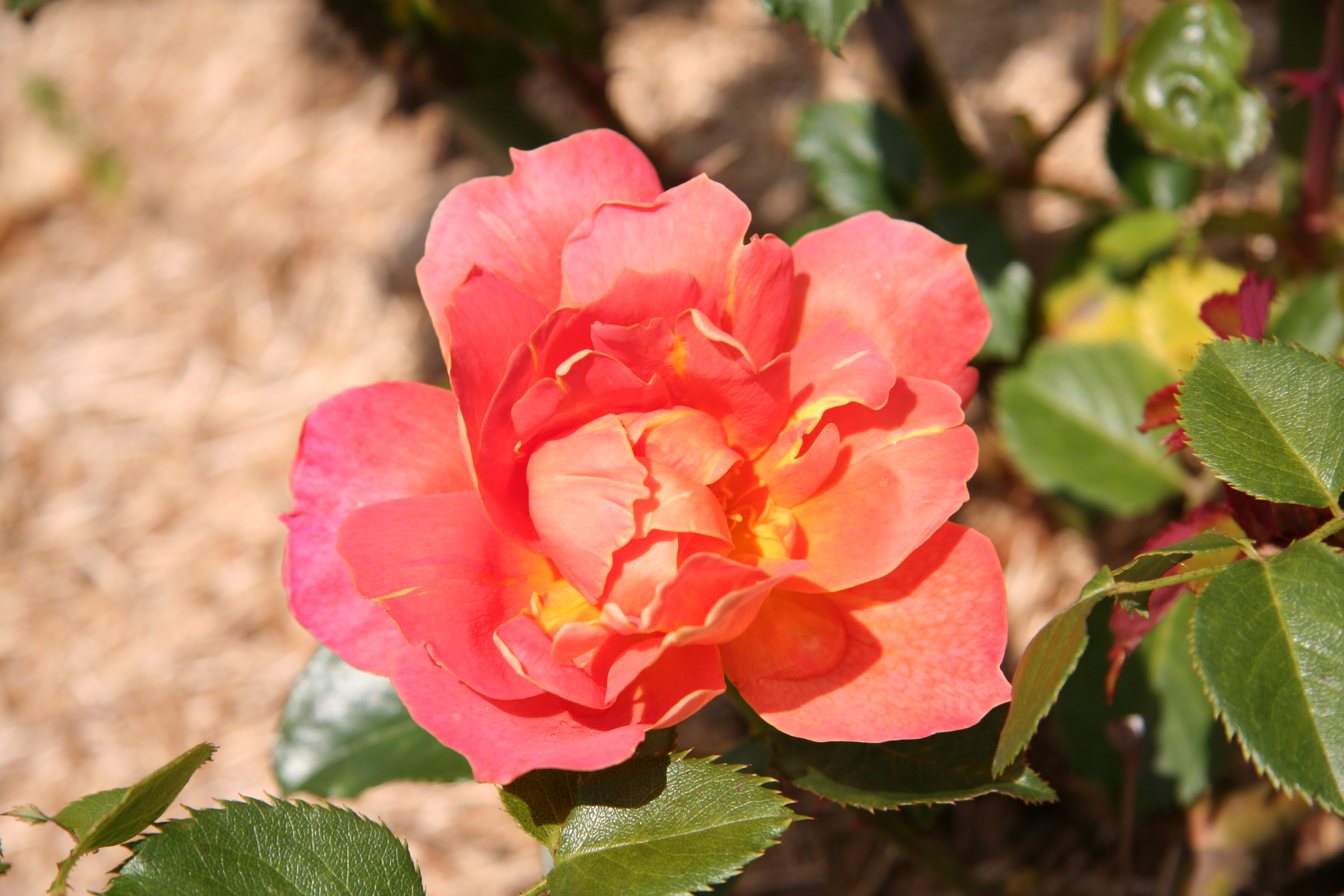
'Angèle Pernet' 1924, Roseraie de Bagatelle (París, Francia).